# 富山敬と麻上洋子のアニメジョッキー
『富山敬と麻上洋子のアニメジョッキー』（とみやまけいとあさがみようこのアニメジョッキー）は、1981年に東京12チャンネルで放送されたテレビアニメ。

## 概要
ソビエト製作のアニメの日本語吹き替え版を毎回2本立てで放送していた。なお番組名にもある富山敬と麻上洋子はどういった形で番組に関与していたかは不明。

## スタッフ
- 企画 - ヘラルドエンタープライズ
- 配給 - 日本海映画
- 製作 - ザック・プロモーション

## 主題歌
作詞 - 保富康午
編曲 - いちひさし
うた - 大杉久美子、こおろぎ'73
オープニング曲 - 「ラッパを鳴らせ」
作曲 - 小林亜星
エンディング曲 - 「おはなしのなかに」
作曲 - いちひさし